# Angelė Jakavonytė
Angelė Jakavonytė (* 20. November 1959 in Kaščiūnai, Rajongemeinde Varėna) ist eine litauische konservative Politikerin, Mitglied des Seimas.

## Leben
Nach dem Abitur an der Mittelschule  schloss Angelė Jakavonytė 1983 das Diplomstudium der Geografie an der Fakultät für Naturwissenschaften der Universität Vilnius und 2003 das Masterstudium der Rechtswissenschaften an der Mykolas-Romeris-Universität in der litauischen Hauptstadt Vilnius ab. 
Von 1984 bis 1996 war sie Forscherin in der Abteilung Geographie der Litauischen Akademie der Wissenschaften. Von 2011 bis 2022 arbeitete sie  als Chefspezialistin am Landwirtschaftsministerium Litauens und von    1996 bis 2011 in der Verwaltung der Stadtgemeinde Vilnius. Von 2019 bis 2022  war sie Ratsmitglied der Stadtgemeinde Vilnius.  Im November 2022 wurde sie zum Mitglied des Seimas der Republik Litauen. Sie ist Mitglied des Kulturausschusses und war Mitglied des Sozialausschusses.
Sie ist Mitglied der Partei  TS-LKD.